# Marco Verratti
Marco Verratti (Pescara, 5 de noviembre de 1992) es un futbolista italiano. Juega como centrocampista y su equipo actual es el Al-Duhail S. C. de la Liga de fútbol de Catar.
Está considerado entre los mejores talentos europeos de su generación y uno de los mejores centrocampistas más completos del mundo, siendo a menudo comparado con Andrea Pirlo.

## Trayectoria

### Pescara Calcio

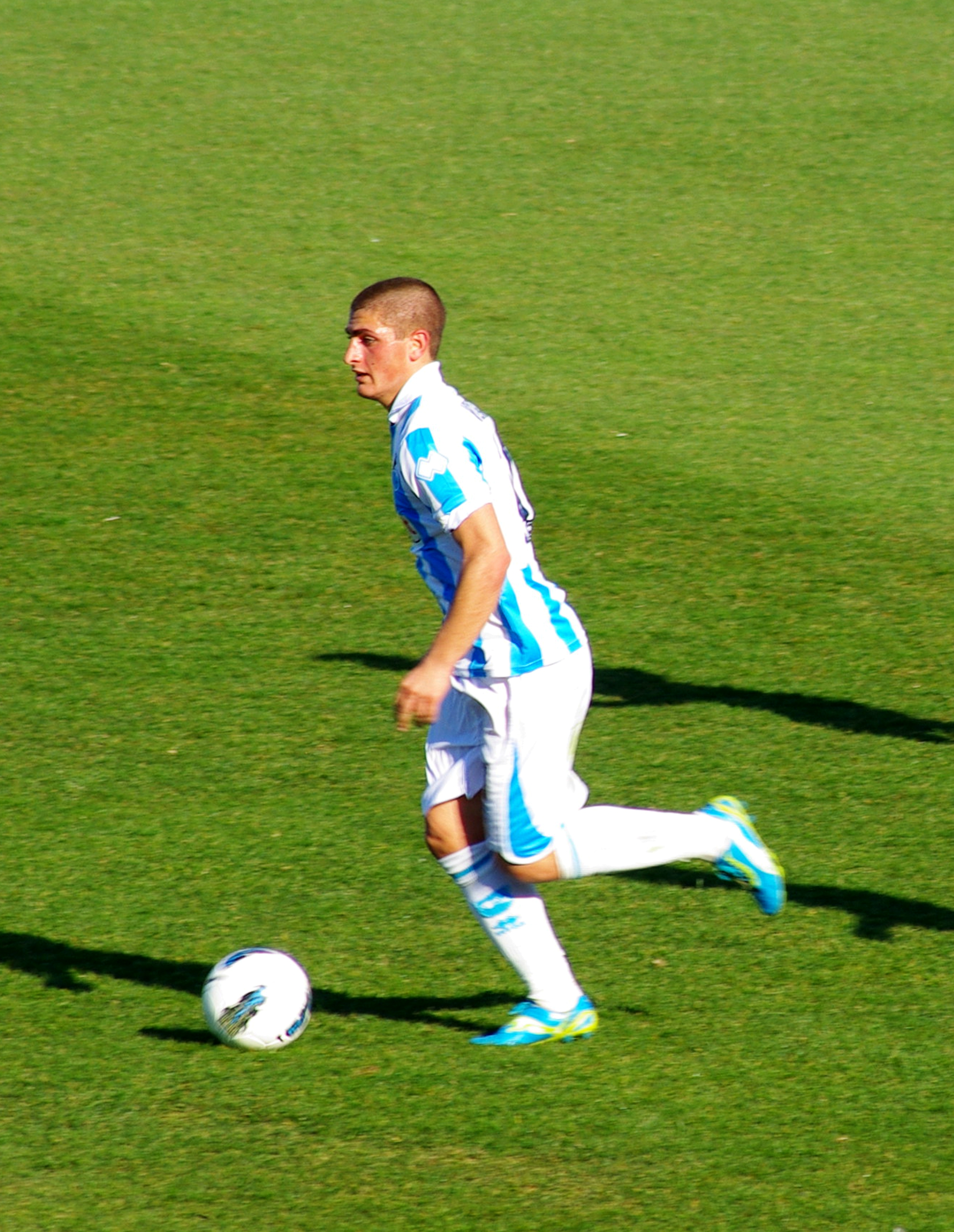
Verrati jugando un partido con el Pescara Calcio.

Gran parte de su carrera juvenil se llevó a cabo en los clubes de su comunidad. El primer equipo al que estuvo afiliado fue el Manoppello, un equipo histórico de la ciudad de Pescara que se fusionó en 2001 con el club recién nacido Manoppello Arabona. Su talento futbolístico fue notado por los equipos italianos, por lo que clubes como el Atalanta y el Inter de Milán le ofrecieron entrar en las categorías inferiores del club, pero finalmente entró en las del Pescara Calcio, el equipo de su localidad, por 5000 € en 2006.
Tras un gran partido con el conjunto sub-16 ante el A.C. Milan, el equipo milanés hizo una oferta de 300 000 € para ficharlo, pero decidió quedarse en su club. Debutó en el primer equipo el 9 de agosto de 2008 a los 15 años y 9 meses, bajo la conducción técnica de Giuseppe Galderisi en un partido contra el A. C. Mezzocorona por Copa Italia. Su debut en la Lega Pro Prima Divisione 2008–09 fue el 31 de agosto, siendo titular ante el Crotone en una derrota por 2-0. Con un total diez partidos, culminaría su primera temporada como profesional.
En la siguiente temporada marcó su primer gol el 9 de agosto de 2009 contra el Sangiustese en una victoria por 3-2 en la Copa de la Lega Pro. El 24 de agosto, hizo su primer gol en el Estadio Adriático en una victoria por 2-0. Finalizó la temporada con ocho apariciones, de la mano de Antonello Cuccureddu, y también ascendiendo a la Serie B tras una victoria en los play-offs.
Ya estando en la segunda división, disputó veintiocho partidos de liga. Su primer gol en la Serie B lo marcó el 29 de mayo de 2011 ante el Cittadella. Con la llegada de Zdeněk Zeman, que utiliza un plan de juego muy ofensivo pero que no incluye el papel de creador de juego, colocó a Marco como centrocampista por delante de la defensa. El 12 de marzo de 2012, firmó una renovación de contrato que lo vinculaba al Pescara hasta el 30 de junio de 2016.

### París Saint-Germain

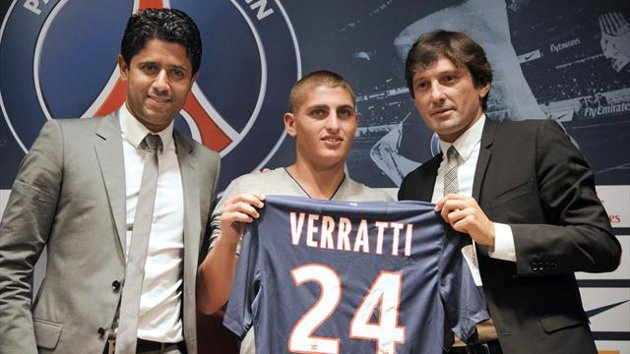
La presentación de Verratti en el PSG, junto al presidente del club Nasser Al-Khelaïfi y con el director deportivo Leonardo

El 18 de julio de 2012 se hizo oficial su fichaje por el club francés a través de una rueda de prensa. El club parisino pagó 12 millones euros por el jugador y firmó un contrato de cinco años por 2 millones de euros por temporada y optando por la camiseta número 24. Hizo su debut en la Ligue 1 el 14 de septiembre de 2012 a los 19 años, en un partido contra el Toulouse F.C. en el que asistiría a Javier Pastore para que marcara el 1-0 parcial. El 18 de septiembre, debutó en la Liga de Campeones de la UEFA jugando de titular ante el Dinamo de Kiev, partido que ganaron los parisinos por 4-1. Utilizado por el entrenador en ese entonces Carlo Ancelotti, cada vez más se ganó en poco tiempo la titularidad y formó un buen mediocampo junto a Blaise Matuidi. Durante el curso de la temporada, demostró un carácter fuerte e incorregible, lo que le valieron muchas tarjetas amarillas. El 28 de abril recibió su primera tarjeta roja en Francia, tras un intenso debate con el delantero del Arsenal Olivier Giroud, que también fue expulsado. La temporada terminó con la consecución del título de la Ligue 1. El 20 de agosto de 2013, amplió un año más su contrato, lo que le hacía jugador del equipo parisino hasta 2018. En su segunda temporada en el club, se proclamaron campeones de la Copa de la Liga de Francia.
La temporada siguiente, conquistaron la Supercopa de Francia en 2013. También, se convirtieron en un equipo inamovible bajo la dirección técnica del nuevo entrenador, Laurent Blanc. Verratti tuvo un buen rendimiento en la temporada, pero sin embargo recibiría muchas amonestaciones y una expulsión por doble amarilla ante el Olympiacos en la fase de grupo de la Liga de Campeones de la UEFA. Terminó la temporada al ganar la Copa de la Liga de Francia y la Liga francesa nuevamente. En el plano individual fue elegido como el mejor jugador joven del campeonato francés.

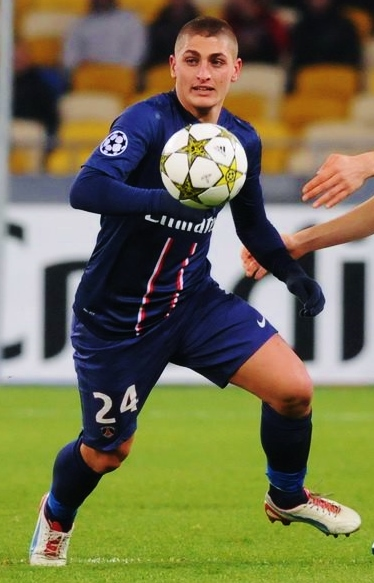
Verratti en un partido del PSG frente al Dinamo de Kiev en 2012

Al inicio de la temporada 2014-15, conquistarían la Supercopa de Francia 2014. El 15 de septiembre del mismo año, renueva su contrato con el club francés hasta 2019. El 30 de septiembre marca su primer gol con la camiseta del PSG en la victoria por 3-2 contra el Barcelona, en la fase de grupos de la Liga de Campeones. El 18 de enero de 2015, marcó su primer gol en Ligue 1, en un partido con victoria frente al Evian por 4-2 en el Parc des Princes. El 28 de abril, abre el marcador en un partido frente al F. C. Metz (victoria 3-1), lo que permitió sacarle ventaja al Olympique de Lyon para conquistar nuevamente el campeonato francés. Al principio de su cuarta temporada, cambia su dorsal del 24 al 6. El 1 de agosto ganó su primer título de la temporada: La Supercopa de Francia 2015 frente al Lyon por 2-0. El 16 de diciembre de 2015 fue nombrado mejor jugador extranjero de la Ligue 1. Desde febrero de 2016 contrajo una pubalgia en la ingle lo que lo mantuvo dos meses inactivo. Volvió a las canchas el 23 de abril, ganando la Copa de la Liga de Francia por 2-1 ante el Lille O. S. C. en el Stade de France. El 6 de mayo, se anunció que será operado en Doha para resolver su lesión, lo que lo alejó de terminar el campeonato y participar de la Eurocopa 2016 con la selección italiana.
En agosto de 2016 firmó una prórroga de tres años de su contrato, que le mantiene en el club hasta 2021. Al inicio de la temporada 2016-17, con el nuevo entrenador Unai Emery, consiguió la Supercopa de Francia 2016 frente al Lyon nuevamente, en el que entraría en el segundo tiempo. Luego en la Ligue 1 2016-17, en un partido contra el E. A. Guingamp el 17 de diciembre de 2016, tendría una notable actuación a pesar del bajo rendimiento de su equipo, ya que finalmente perderían por 2-1. Cuatro días más tarde, el 21 de diciembre, tendría otra buena actuación frente al F. C. Lorient, donde asistiría a Lucas Moura para que sentencie la goleada por 5-0.
El 6 de marzo de 2018 fue expulsado tras recibir una segunda tarjeta amarilla en el partido de vuelta de los octavos de final de la Liga de Campeones contra el eventual campeón Real Madrid C. F. El Real Madrid ganó el partido por 2-1 y eliminó al PSG con un resultado global de 5-2.
El 3 de abril de 2019 marcó el primer gol tras una asistencia de Kylian Mbappé en la victoria por 3-0 en casa contra el F. C. Nantes en las semifinales de la Copa de Francia, lo que permitió al PSG pasar a la final de la competición; durante el mismo partido, también dio una asistencia para el último gol de su equipo, que fue marcado por Dani Alves. Este fue su primer gol en la temporada 2018-19 con el PSG, y también su primer gol en la competición.
Tras la victoria del PSG ante el Stade Rennais F. C. por 2-1 en la Supercopa de Francia 2019 el 3 de agosto, se convirtió en el jugador con más títulos con la historia del club parisino, con 22 trofeos en total (seis títulos de la Ligue 1, cuatro de la Copa de Francia, cinco de la Copa de la Liga y siete de la Supercopa de Francia). En octubre firmó una ampliación de su contrato con el club por tres años, lo que le vincularía al PSG hasta junio de 2024. El 12 de enero de 2020 hizo su aparición número 300 con el PSG en un empate 3-3 en casa contra el Mónaco en la Ligue 1. El 18 de febrero se convirtió en el poseedor del récord de más apariciones del club en la Liga de Campeones, cuando disputó su 58.ª aparición en la competición en la derrota a domicilio por 2-1 en el partido de ida de los octavos de final contra el Borussia Dortmund, superando al anterior poseedor del récord, Paul Le Guen, con 57. En abril, al PSG se le asignó el título de la Ligue 1 2019-20 tras la finalización prematura de la temporada debido al brote de la pandemia de COVID-19; en el momento de la suspensión de la Liga, el PSG ocupaba el primer puesto, con una ventaja de doce puntos sobre el segundo clasificado, el Marsella. Este fue su séptimo título de la Ligue 1 con el club, lo que le permitió igualar el récord individual de todos los tiempos de más victorias en la Ligue 1, junto con su compañero de club Thiago Silva, que estaba en manos de Hervé Revelli y Jean-Michel Larqué del A. S. Saint-Étienne, así como Grégory Coupet, Juninho Pernambucano y Sidney Govou del Olympique de Lyon. El PSG ganó el triplete nacional, pero perdió la final de la Liga de Campeones por 1-0 ante el Bayern de Múnich el 23 de agosto; encuentro en el que inicio como suplente.
En la temporada 2020-21 con el Paris Saint-Germain, alcanzó las semifinales de la Liga de Campeones de la UEFA, cayendo por un global de 4-1 ante el Manchester City F. C. En la Ligue 1, el PSG no pudo revalidar el título, ya que el Lille O. S. C. se proclamó campeón.
El 23 de enero de 2022 marcó dos goles en la victoria por 4-0 en liga contra el Stade de Reims. Al hacerlo, marcó su primer gol en la liga desde mayo de 2017 y el primer doblete de su carrera. Tras el empate a uno contra el Lens el 23 de abril, el PSG ganó la Ligue 1 por décima vez en su historia, convirtiéndose en el club con mayor número de títulos de campeón en Francia, empatado con el Saint-Étienne. Verratti, por su parte, ganó ocho títulos de la Ligue 1 con el PSG, convirtiéndose en el primer jugador en lograr esta hazaña.
El 13 de septiembre de 2023, abandonó el Paris Saint-Germain F. C. después de 11 años para firmar por el Al-Arabi S. C. de la Liga de fútbol de Catar. El presidente del PSG elogió su dedicación y logros, destacando que se convirtió en el jugador más laureado de la historia del club con 30 trofeos. Verratti disputó 416 partidos, siendo el segundo con más apariciones en la historia del PSG. Su legado perdurará en la memoria de los aficionados.

### Al-Arabi S. C.
En septiembre de 2023, confirmó su traspaso al Al Arabi de la liga de fútbol de Catar, poniendo fin a su tiempo en el Paris Saint-Germain (PSG). El contrato es de 3 años y se rechazó una oferta previa del Al Hilal por el jugador. Este movimiento marca el cierre de una etapa en su carrera y se alinea con la estrategia de Catar para atraer talento de alto nivel al fútbol del país.

## Selección nacional

### Categorías inferiores
Ha sido internacional con la selección de fútbol de Italia en las categorías sub-19, sub-20 y sub-21. Con la sub-19 disputó cuatro encuentros: su 
debut se produjo el 1 de diciembre de 2010 en un encuentro ante la selección de Rumania, donde ganó la escuadra azzurra por 3-1. El 9 de noviembre de 2011, debutó con la selección sub-20 ante Ghana. El 24 de enero de 2012 fue citado nuevamente para disputar un amistoso contra Macedonia. Finalmente con el seleccionado sub-21 debutó en un partido amistoso contra Francia que acabó con un empate 1-1, en Cannes. El 4 de junio fue expulsado contra Irlanda en un partido de clasificación para la Eurocopa Sub-21 de 2013, que terminó en empate 2-2.
Con la selección sub-21, dirigidos por Devis Mangia, participó en la Eurocopa Sub-21 de 2013, celebrada en Israel, donde Italia terminó subcampeona tras ser derrotados por España por 4-2. Sin embargo, al final del torneo fue incluido en la lista de los mejores 23 jugadores del certamen.

### Selección absoluta
El 12 de mayo de 2012, fue convocado por primera vez a la selección mayor por el entrenador Cesare Prandelli, para la lista de 32 jugadores pre-convocados para la Eurocopa 2012. Sin embargo, no fue incluido en la lista final de 23 jugadores por lo que volvió a la sub-21. Hizo su debut en la selección mayor el 15 de agosto de 2012 a los 19 años, entrando en la segunda mitad en un partido amistoso frente a Inglaterra, en Berna. El resultado terminó con 2-1 a favor de los ingleses. El debut lo convirtió en el tercer jugador italiano en no haber jugado en la Serie A después de Raffaele Costantino (1929) y Massimo Maccarone (2002). Hizo su primer gol el 6 de febrero de 2013, en su tercer partido, ante los Países Bajos en el último minuto en un amistoso que culminó 1-1 en Ámsterdam.
El 13 de mayo de 2014 el entrenador de la selección italiana, Cesare Prandelli, lo incluyó en la nómina preliminar de 30 jugadores convocados para la Copa Mundial de Fútbol de 2014. Fue confirmado en la lista definitiva de 23 jugadores el 1 de junio. Jugó de titular el primer partido contra Inglaterra, con resultado a favor de 2-1 incluso asistiendo a Claudio Marchisio para que marcara el 1-0 parcial. Luego jugaría los dos partidos restantes contra Uruguay y Costa Rica, perdiendo los dos encuentros por 1-0 y quedando eliminados del Mundial.

#### Participaciones en Copas del Mundo
| Mundial                        | Sede   | Resultado    | Partidos | Goles |
| ------------------------------ | ------ | ------------ | -------- | ----- |
| Copa Mundial de Fútbol de 2014 | Brasil | Primera fase | 3        | 0     |

#### Participaciones en Eurocopas
| Eurocopa                | Sede   | Resultado  | Partidos | Goles |
| ----------------------- | ------ | ---------- | -------- | ----- |
| Eurocopa Sub-21 de 2013 | Israel | Subcampeón | 4        | 0     |
| Eurocopa 2020           | Europa | Campeón    | 5        | 0     |

## Estadísticas

### Clubes
Actualizado al último partido disputado el 28 de septiembre de 2023.
| Club | Div.          | Temporada     | Liga  | Liga  | Liga   | Copas nacionales(1) | Copas nacionales(1) | Copas nacionales(1) | Copas internacionales(2) | Copas internacionales(2) | Copas internacionales(2) | Total | Total | Total  |
| Club | Div.          | Temporada     | Part. | Goles | Asist. | Part.               | Goles               | Asist.              | Part.                    | Goles                    | Asist.                   | Part. | Goles | Asist. |
| --- | ------------- | ------------- | ----- | ----- | ------ | ------------------- | ------------------- | ------------------- | ------------------------ | ------------------------ | ------------------------ | ----- | ----- | ------ |
| Delfino Pescara · Italia | 3.ª           | 2008-09       | 7     | 0     | 0      | 2                   | 0                   | 0                   | —                        | —                        | —                        | 9     | 0     | 0      |
| Delfino Pescara · Italia | 3.ª           | 2009-10       | 8     | 1     | 0      | 0                   | 0                   | 0                   | —                        | —                        | —                        | 8     | 1     | 0      |
| Delfino Pescara · Italia | 2.ª           | 2010-11       | 28    | 1     | 2      | 1                   | 0                   | 0                   | —                        | —                        | —                        | 29    | 1     | 2      |
| Delfino Pescara · Italia | 2.ª           | 2011-12       | 31    | 0     | 9      | 1                   | 0                   | 0                   | —                        | —                        | —                        | 32    | 0     | 9      |
| Delfino Pescara · Italia | Total club    | Total club    | 74    | 2     | 11     | 4                   | 0                   | 0                   | 0                        | 0                        | 0                        | 78    | 2     | 11     |
| Paris Saint-Germain F. C. Francia | 1.ª           | 2012-13       | 27    | 0     | 4      | 3                   | 0                   | 0                   | 9                        | 0                        | 0                        | 39    | 0     | 4      |
| Paris Saint-Germain F. C. Francia | 1.ª           | 2013-14       | 29    | 0     | 3      | 6                   | 0                   | 0                   | 8                        | 0                        | 1                        | 43    | 0     | 4      |
| Paris Saint-Germain F. C. Francia | 1.ª           | 2014-15       | 32    | 2     | 8      | 10                  | 0                   | 1                   | 7                        | 1                        | 0                        | 49    | 3     | 9      |
| Paris Saint-Germain F. C. Francia | 1.ª           | 2015-16       | 18    | 0     | 3      | 5                   | 0                   | 1                   | 5                        | 0                        | 1                        | 28    | 0     | 5      |
| Paris Saint-Germain F. C. Francia | 1.ª           | 2016-17       | 28    | 3     | 5      | 8                   | 0                   | 1                   | 7                        | 0                        | 2                        | 43    | 3     | 8      |
| Paris Saint-Germain F. C. Francia | 1.ª           | 2017-18       | 22    | 0     | 3      | 8                   | 0                   | 1                   | 8                        | 2                        | 2                        | 38    | 2     | 6      |
| Paris Saint-Germain F. C. Francia | 1.ª           | 2018-19       | 26    | 0     | 2      | 5                   | 1                   | 1                   | 7                        | 0                        | 0                        | 38    | 1     | 3      |
| Paris Saint-Germain F. C. Francia | 1.ª           | 2019-20       | 20    | 0     | 5      | 8                   | 0                   | 1                   | 9                        | 0                        | 0                        | 37    | 0     | 6      |
| Paris Saint-Germain F. C. Francia | 1.ª           | 2020-21       | 21    | 0     | 2      | 3                   | 0                   | 2                   | 7                        | 0                        | 2                        | 31    | 0     | 6      |
| Paris Saint-Germain F. C. Francia | 1.ª           | 2021-22       | 24    | 2     | 2      | 3                   | 0                   | 0                   | 5                        | 0                        | 0                        | 32    | 2     | 2      |
| Paris Saint-Germain F. C. Francia | 1.ª           | 2022-23       | 29    | 0     | 0      | 2                   | 0                   | 0                   | 7                        | 0                        | 1                        | 38    | 0     | 1      |
| Paris Saint-Germain F. C. Francia | Total club    | Total club    | 276   | 7     | 37     | 61                  | 1                   | 8                   | 79                       | 3                        | 9                        | 416   | 11    | 54     |
| Al-Arabi S. C. Catar | 1.ª           | 2023-24       | 17    | 0     | 7      | 4                   | 0                   | 1                   | 0                        | 0                        | 0                        | 21    | 0     | 8      |
| Al-Arabi S. C. Catar | 1.ª           | 2024-25       | 16    | 4     | 4      | 3                   | 0                   | 0                   | 2                        | 1                        | 0                        | 21    | 5     | 4      |
| Al-Arabi S. C. Catar | Total club    | Total club    | 33    | 4     | 11     | 7                   | 0                   | 1                   | 2                        | 1                        | 0                        | 42    | 5     | 12     |
| Total carrera | Total carrera | Total carrera | 383   | 13    | 59     | 72                  | 1                   | 9                   | 81                       | 4                        | 9                        | 536   | 18    | 77     |
| (1) Incluye datos de Copa Italia (2008-12); Copa de Francia, Copa de la Liga y Trophée des Champions (2012-23) (2) Incluye datos de Liga de Campeones (2012-23) |               |               |       |       |        |                     |                     |                     |                          |                          |                          |       |       |        |

## Palmarés

### Campeonatos nacionales
| Título               | Equipo                    | País    | Año     |
| -------------------- | ------------------------- | ------- | ------- |
| Serie B              | Delfino Pescara           | Italia  | 2011-12 |
| Ligue 1              | Paris Saint-Germain F. C. | Francia | 2012-13 |
| Supercopa de Francia | Paris Saint-Germain F. C. | Francia | 2013    |
| Copa de la Liga      | Paris Saint-Germain F. C. | Francia | 2013-14 |
| Ligue 1              | Paris Saint-Germain F. C. | Francia | 2013-14 |
| Supercopa de Francia | Paris Saint-Germain F. C. | Francia | 2014    |
| Copa de la Liga      | Paris Saint-Germain F. C. | Francia | 2014-15 |
| Ligue 1              | Paris Saint-Germain F. C. | Francia | 2014-15 |
| Copa de Francia      | Paris Saint-Germain F. C. | Francia | 2014-15 |
| Supercopa de Francia | Paris Saint-Germain F. C. | Francia | 2015    |
| Ligue 1              | Paris Saint-Germain F. C. | Francia | 2015-16 |
| Copa de la Liga      | Paris Saint-Germain F. C. | Francia | 2015-16 |
| Copa de Francia      | Paris Saint-Germain F. C. | Francia | 2015-16 |
| Supercopa de Francia | Paris Saint-Germain F. C. | Francia | 2016    |
| Copa de la Liga      | Paris Saint-Germain F. C. | Francia | 2016-17 |
| Copa de Francia      | Paris Saint-Germain F. C. | Francia | 2016-17 |
| Supercopa de Francia | Paris Saint-Germain F. C. | Francia | 2017    |
| Copa de la Liga      | Paris Saint-Germain F. C. | Francia | 2017-18 |
| Ligue 1              | Paris Saint-Germain F. C. | Francia | 2017-18 |
| Copa de Francia      | Paris Saint-Germain F. C. | Francia | 2017-18 |
| Supercopa de Francia | Paris Saint-Germain F. C. | Francia | 2018    |
| Ligue 1              | Paris Saint-Germain F. C. | Francia | 2018-19 |
| Supercopa de Francia | Paris Saint-Germain F. C. | Francia | 2019    |
| Ligue 1              | Paris Saint-Germain F. C. | Francia | 2019-20 |
| Copa de Francia      | Paris Saint-Germain F. C. | Francia | 2019-20 |
| Copa de la Liga      | Paris Saint-Germain F. C. | Francia | 2019-20 |
| Supercopa de Francia | Paris Saint-Germain F. C. | Francia | 2020    |
| Copa de Francia      | Paris Saint-Germain F. C. | Francia | 2020-21 |
| Ligue 1              | Paris Saint-Germain F. C. | Francia | 2021-22 |
| Supercopa de Francia | Paris Saint-Germain F. C. | Francia | 2022    |
| Ligue 1              | Paris Saint-Germain F. C. | Francia | 2022-23 |

### Campeonatos internacionales
| Título   | Club (*)            | Sede   | Año  |
| -------- | ------------------- | ------ | ---- |
| Eurocopa | Selección de Italia | Europa | 2020 |

(*) Incluyendo la selección.

### Distinciones individuales
| Distinción                                      | Año     |
| ----------------------------------------------- | ------- |
| Oscar del Calcio al mejor jugador de la Serie B | 2011-12 |
| Trofeo Bravo                                    | 2012    |
| Equipo del Año en la Ligue 1                    | 2012-13 |
| Equipo de las Estrellas de la Eurocopa Sub-21   | 2013    |
| Equipo del Año en la Ligue 1                    | 2013-14 |
| Jugador Joven del Año de la Ligue 1             | 2013-14 |
| Equipo del Año en la Ligue 1                    | 2014-15 |
| Pallone Azzurro                                 | 2015    |
| Equipo del Año en la Ligue 1                    | 2015-16 |

## Vida privada
Marco Verratti nació el 5 de noviembre de 1992 en Pescara, aunque se crio en L'Aquila. Es hijo de Fabrizio Verratti y Lidia Cremonese. Cuando era niño, era aficionado de la Juventus de Turín y su ídolo era Alessandro Del Piero. Su novia es la italiana Laura Zazzara, a la que conoce desde que era un niño y con la que tiene un hijo Tomasso, nacido el 12 de marzo de 2014. Se separó de Zazzara en 2020, año en que la modelo Cindy Bruna se convirtió en la nueva pareja del jugador.